# داد و بیداد
داد و بیداد یک مقام ابداعی در موسیقی سنتی ایرانی است که توسط حسین علیزاده ارائه شده است. این آواز از ترکیب گوشهٔ «داد» در دستگاه ماهور با گوشۀ «بیداد» در دستگاه همایون (شاهد و ایست مشترک) ساخته شده است، به این ترتیب که از داد آغاز می‌شود و به صورت متناوب در بیداد فرود می‌آید.
این آواز در دو آلبوم راز نو با اجرای آوازی گروه هم‌آوایان و نیز زمستان است با آوازِ محمدرضا شجریان ارائه شده است. 
ارشد طهماسبی، داد و بیداد را نه یک مقام بلکه یک پرده‌گردانی بین دو مقام داد و مقام بیداد می‌داند.